# La Bête élégante
Pour plus de détails, voir Fiche technique et Distribution.
La Bête élégante (しとやかな獣, Shitoyakana kemono) est un film japonais réalisé par Yūzō Kawashima et sorti en 1962.

## Synopsis
Huis clos se déroulant dans l'appartement d'une famille d'escrocs sans scrupule. Minoru Maeda, le fils, détourne de l'argent de la boite de production musicale qui l'emploie tandis que la fille est entretenue par un écrivain à succès et profite de ses largesses. Les parents orchestrent de main de maître ces larcins et la famille qui a connu l'extrême misère de l'immédiat après-guerre jouit désormais avidement des biens de consommation de la société moderne. Minoru est de mèche avec Yukie Mitani, la comptable de son travail et entretient une relation avec elle. Mais celle-ci, mère célibataire, rêve d'ouvrir une auberge et la famille Maeda va trouver plus maligne qu'elle.

## Fiche technique
- Titre français : La Bête élégante[1]
- Titre français alternatif : L'Élégance de la bête[2]
- Titre original : しとやかな獣 (Shitoyakana kemono?)
- Réalisation : Yūzō Kawashima
- Assistant-réalisateur : Noriaki Yuasa
- Scénario : Kaneto Shindō
- Photographie : Nobuo Munekawa (ja)
- Musique : Sei Ikeno
- Décors : Atsuji Shibata
- Montage : Tatsuji Nakashizu (ja)
- Société de production : Daiei
- Pays de production :  Japon
- Langue originale : japonais
- Format : couleur — 2,35:1 — 35 mm — son mono
- Genre : drame
- Durée : 96 minutes[3]
- Dates de sortie :
  - Japon : 26 décembre 1962[3]

## Distribution
- Ayako Wakao : Yukie Mitani
- Yūnosuke Itō : Tokizo Maeda
- Hisano Yamaoka (ja) : Yoshino Maeda, la femme de Tokizo
- Manamitsu Kawabata : Minoru Maeda, leur fils
- Yūko Hamada (ja) : Tomoko Maeda, leur fille
- Hideo Takamatsu (ja) : Ichiro Katori
- Shōichi Ozawa : Pinosaku, le chanteur
- Kyū Sazanka (ja) : Shuntarō Yoshizawa, l'écrivain
- Eiji Funakoshi : Eisaku Kamiya, le percepteur des impôts
- Chōchō Miyako (ja) : Madame Yuki

## Distinctions
- Prix Kinema Junpō 1963 : meilleur scénario pour Kaneto Shindō (conjointement pour Aobeka monogatari)[4]